# Brynäs IF
Brynäs IF – szwedzki klub hokejowy z siedzibą w Gävle, występujący w rozgrywkach SHL.

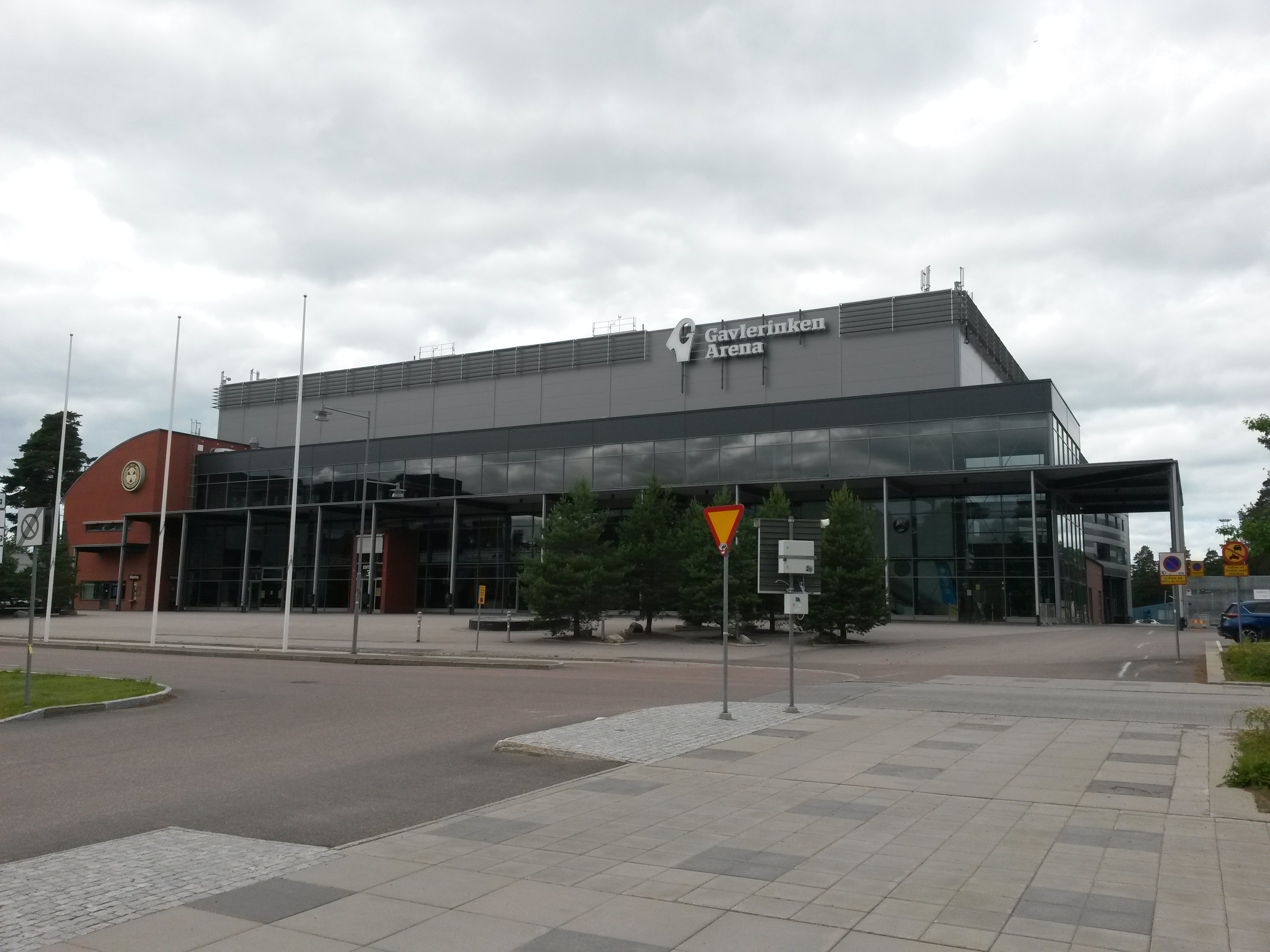
Hala Gavlerinken Arena

## Sukcesy
- Złoty medal mistrzostw Szwecji (13 razy): 1964, 1966, 1967, 1968, 1970, 1971, 1972, 1976, 1977, 1980, 1993, 1999, 2012
- Srebrny medal mistrzostw Szwecji (2 razy): 1995, 2017

## Zawodnicy
Zastrzeżone numery
- 6 – Tord Lundström
- 26 – Anders Huss